# Piptophyllum
Piptophyllum és un gènere monotípic de plantes de la subfamília de les cloridòidies, família de les poàcies. La seva única espècie: Piptophyllum welwitschii (Rendle) C.E.Hubb., és originària d'Angola.
Alguns autors ho inclouen en el gènere Triraphis, Crinipes.

## Descripció
Són herbes erectes perennes; cespitoses (amb la base tomentosa i fibrosa). Tiges herbàcies; no ramificats a dalt. Fulles no auriculades, estretes; setàcies (doblegades); desarticulant de les beines. Lígula present; amb una franja de pèls. Plantes bisexuals, amb espiguetes bisexuals; amb flors hermafrodites. Les inflorescència determinades; sense pseudoespigues; paniculades; obertes (lanceolades o estretament oblongues).

## Taxonomia
Piptophyllum welwitschii va ser descrita per (Rendle) C.E.Hubb. i publicat a Kew Bulletin 12: 53. 1957.
Etimologia
Piptophyllum: nom genèric que deriva del grec pitein = (caure) i phullon = (fulla), en al·lusió a les desarticulades làmines foliares.
welwitschii: epítet atorgat en honor del botànic austríac Friedrich Martin Josef Welwitsch.
Sinonímia
- Pentaschistis welwitschii Rendle[1][3][4]